# Światowe Dni Młodzieży 2000
15. Światowe Dni Młodzieży – ogólnoświatowy zjazd młodzieży katolickiej, który odbył się w dniach 15–20 sierpnia 2000 w Rzymie.
Hasłem przewodnim zwołanych przez papieża Jana Pawła II dni młodzieży były słowa zaczerpnięte z Ewangelii Jana: "A słowo stało się Ciałem i zamieszkało wśród nas" (J 1,14). Uroczystości w Rzymie zgromadziły 2 200 000 uczestników. Zaangażowanych było 30 000 wolontariuszy.
W Orędziu na Światowe Dni Młodzieży, ogłoszonym 29 czerwca 1999 w Watykanie, Jan Paweł II wezwał młodych do świętości i modlitwy. Papież wyraził też swoje nadzieje związane ze zbliżającym się Rokiem Wielkiego Jubileuszu.
W czasie Dni Młodzieży odbyło się w Rzymie w dniach 12-15 sierpnia VII Międzynarodowe Forum Młodzieży, w którym wzięli udział reprezentanci 160 krajów świata. Uczestnicy spotkali się z papieżem w Castel Gandolfo.
Otwarcie Dni odbyło się w dwóch etapach. Najpierw papież spotkał się z młodzieżą Włoch na placu przed bazyliką św. Jana na Lateranie. Przywitali go reprezentanci młodzieży i kard. Camillo Ruini. Następnie papież udał się na plac św. Piotra, gdzie miało miejsce otwarcie Światowych Dni Młodzieży z wiernymi przybyłymi z całego świata. Najliczniej byli reprezentowani Francuzi (ok. 70 tys.), Polacy (ok. 50 tys.) i Hiszpanie (40 tys.). Papieża przywitał przewodniczący Papieskiej Rady ds. Świeckich kard. James Stafford. Papież wymienił po kolei 159 krajów, z których przybyli uczestnicy. Wniesiono kopię obrazu Matki Bożej „Salus Populi Romani” i umieszczono obok krzyża Światowych Dni Młodzieży. W przemówieniu papież nawiązał do historii swego życia, zachęcił do umacniania wiary w życiu chrześcijańskim.
W kolejnych dniach miały miejsce Droga Krzyżowa ulicami Rzymu (18 sierpnia), czuwanie w Tor Vergata (19 sierpnia) i uroczysta eucharystia w niedzielę 20 sierpnia. W 300 konfesjonałach ustawionych w pobliżu Circo Massimo codziennie udzielało sakramentu pojedniania ok. 2000 kapłanów. W mszy na zakończenie w Tor Vergata wzięło udział 2 200 000 wiernych. Z papieżem koncelebrowało 34 kardynałów, 600 biskupów i ponad 6000 kapłanów.
Hymnem Światowych Dni Młodzieży w Rzymie była pieśń "Emmanuel" (autorstwo: Marco Brusati, Mauro Labellarte, Marco Mammoli, Massimo Versaci).